# Umatilla (Floryda)
Umatilla – miasto w Stanach Zjednoczonych, w stanie Floryda, w hrabstwie Lake.